# Communay
Communay ist eine französische Gemeinde mit 4524 Einwohnern (Stand: 1. Januar 2022) im Département Rhône in der Region Auvergne-Rhône-Alpes. Sie gehört zum Arrondissement Lyon und zum Kanton Saint-Symphorien-d’Ozon. Die Einwohner werden Communaysard(e)s genannt.

## Geographie
Communay liegt etwa zwanzig Kilometer südlich von Lyon. Umgeben wird Communay von den Nachbargemeinden Sérézin-du-Rhône im Norden und Nordwesten, Saint-Symphorien-d’Ozon im Norden und Nordosten, Simandres im Osten, Chuzelles im Südosten, Seyssuel im Süden und Südosten, Chasse-sur-Rhône im Süden und Südwesten sowie Ternay im Westen.
Durch die Gemeinde führen die Autoroute A46 und die Route nationale 7 an der östlichen Gemeindegrenze entlang.

## Geschichte
Communay taucht 910 in den Urkunden als Cominiaco auf. 
Vor 1967 gehörte Communay zum Département Isère. 

### Bevölkerungsentwicklung
| Jahr                       | 1962 | 1968 | 1975 | 1982 | 1990 | 1999 | 2006 | 2011 |
| Einwohner                  | 1062 | 1247 | 1859 | 2356 | 2918 | 3883 | 3913 | 4031 |
| Quellen: Cassini und INSEE |      |      |      |      |      |      |      |      |

## Sehenswürdigkeiten
- Kirche Saint-Pierre
- Waschhaus

|  |  |